# Gewöhnliches Katzenpfötchen
Das Gewöhnliche Katzenpfötchen (Antennaria dioica), auch Gewöhnlich-Katzenpfötchen oder Zweihäusiges Katzenpfötchen genannt, ist eine Pflanzenart der Gattung Katzenpfötchen (Antennaria) innerhalb der Familie der Korbblütler (Asteraceae). Sie ist in Eurasien verbreitet.

## Beschreibung

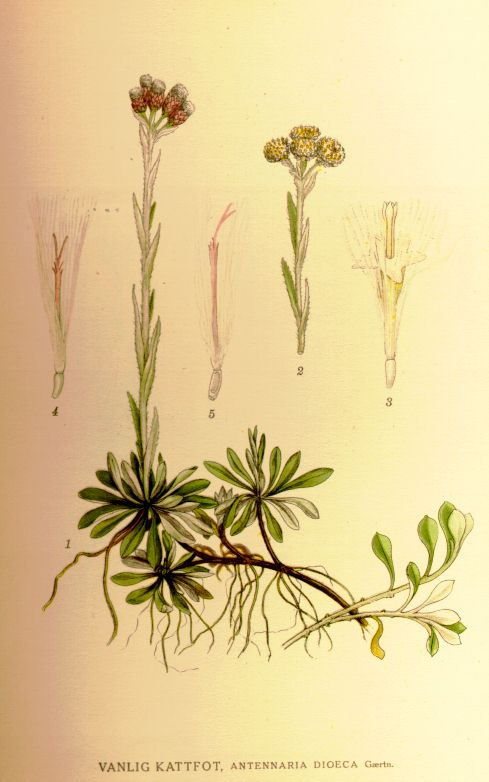
Illustration

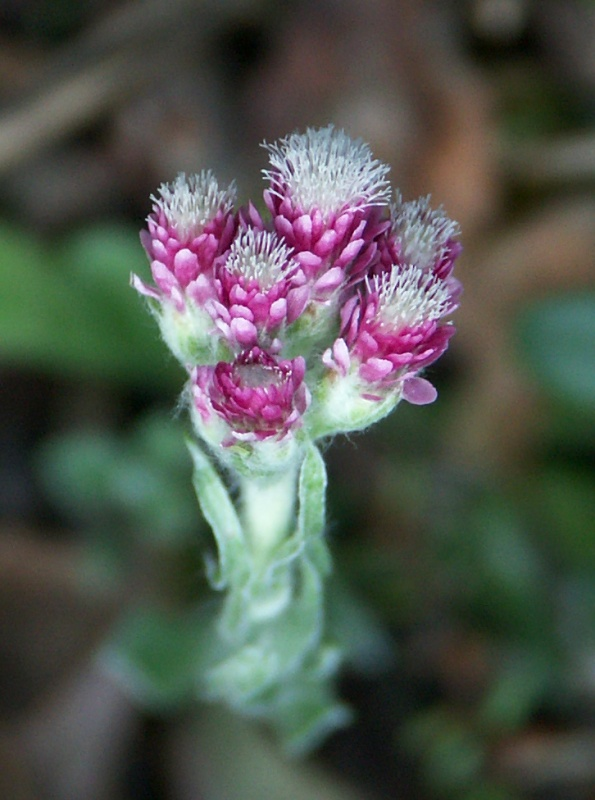
Gesamtblütenstand mit Blütenkörbchen

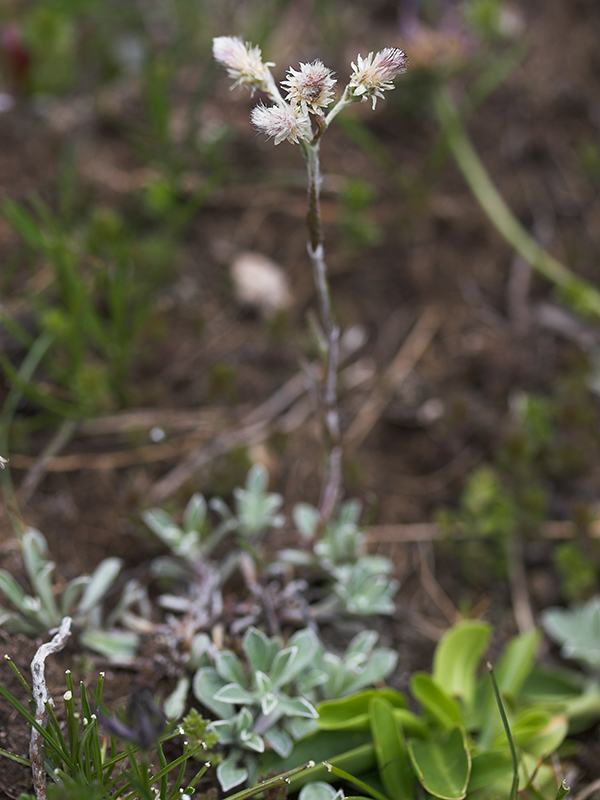
Habitus

### Vegetative Merkmale
Das Gewöhnliche Katzenpfötchen wächst als immergrüne, ausdauernde krautige Pflanze und erreicht Wuchshöhen von 5 bis 20, selten bis zu 30 Zentimetern. Im ersten Jahr wird die Blattrosette ausgebildet, ab dem zweiten Jahr ist das Pflanzenexemplar blühfähig. Das Gewöhnliche Katzenpfötchen entwickelt oberirdische, 2 bis 5 Zentimeter lange Ausläufer. Über die beblätterten Ausläufer bilden die Rosetten oft dichte Matten.
Die Laubblätter sind in Blattrosetten und am Stängel verteilt angeordnet. Die gestielten, einfachen, einnervigen Grundblätter besitzen bei einer Länge von 3 und 18 Millimetern und einer Breite von 3 bis 6 Millimetern spatelförmige oder rauten-spatelförmige Blattspreiten. Die ungestielten Stängelblätter sind bei einer Länge von 7 bis 13 Millimetern linealisch-lanzettlich. Die Blattoberseite ist verkahlend bis mehr oder weniger kahl und die Blattunterseite ist weiß-wollig-filzig behaart.

### Generative Merkmale
Die Blütezeit erstreckt sich von Mai bis Juli. Das Gewöhnliche Katzenpfötchen ist unvollständig zweihäusig getrenntgeschlechtig (diözisch). In einem endständigen, trugdoldig gehäuften Gesamtblütenstand befinden sich drei bis zwölf körbchenförmige Teilblütenstände, die einen Durchmesser von 5 bis 8 mm aufweisen. Die weiblichen Körbchen besitzen längliche oder lanzettliche, rosafarbene bis purpurrote Hüllblätter mit spitzen oberen Enden. Die männlichen Körbchen besitzen breite, weißliche bis rosafarbene Hüllblätter mit stumpfen oberen Enden. Die Hüllblätter besitzen bei männlichen, selten bei weiblichen Exemplaren weißliche oder bei weiblichen Exemplaren rosafarbene bis dunkelrote Anhängsel. Ein Teil der Körbchen besitzt weibliche Blüten mit mehrreihigem Pappus, die anderen mit scheinbar zwittrigen Blüten (Griffel sind vorhanden, die Fruchtknoten sind jedoch unfruchtbar) mit einreihigem Pappus.
Die Achänen besitzen einen Pappus.
Die Chromosomenzahl beträgt 2n = 28.

## Ökologie
Das Gewöhnliche Katzenpfötchen ist hinsichtlich seiner Lebensform ein manchmal polsterbildender Chamaephyt oder Hemikryptophyt. Die Reproduktion aus Samen und die vegetative Vermehrung sind für die Ausbreitung gleichermaßen von Bedeutung. Letztere wird über oberirdische, beblätterte, sich an der Spitze bewurzelnde Ausläufer sichergestellt. Sie erzeugen im ersten Jahr eine Blattrosette, im nächsten Jahr geht hieraus eine Sprossachse hervor. Die Behaarung (Indument) der Sprossachse und der Laubblätter wird als Transpirationsschutz gedeutet.
Die Achänen mit Pappus unterliegen der Windausbreitung als Schirmchenflieger. Die trockenhäutigen Hüllblätter sind hygroskopisch und spreizen sich nur bei trockenem Wetter ab. Die Fruchtreife beginnt ab August. Das Gewöhnliche Katzenpfötchen ist ein Kältekeimer.
Das Gewöhnliche Katzenpfötchen ist unvollständig zweihäusig, d. h., es gibt männliche Pflanzenexemplare mit sterilen Fruchtknoten. Die Staubfäden sind reizbar, sie krümmen sich bei Berührung und ziehen dabei die Staubblattröhre herab, so dass der Pollen vom feststehenden Griffel „herausgepumpt“ wird; dies ist ein Beispiel für eine Thigmonastie. Bestäuber sind Falter.

## Vorkommen und Gefährdung
Das Gewöhnliche Katzenpfötchen ist eurasiatisch verbreitet, in Südeuropa nur in den Gebirgen.
Standorte sind meist kalkarme, sandige Lehmböden, wie sie auf Silikatmagerrasen, Heiden und in Kiefernwäldern vorkommen. Das Gewöhnliche Katzenpfötchen steigt bis in Höhenlagen von 2400 Metern, wobei die subalpinen bis alpinen Höhenstufen vorrangig besiedelt werden. In der Ebene gilt der Bestand als rückläufig. Das Gewöhnliche Katzenpfötchen gilt als Säurezeiger. Es ist eine Charakterart der Ordnung Nardetalia, kommt aber seltener auch in Gesellschaften der Verbände Genistion pilosae, Cytiso-Pinion, Erico-Pinion, Mesobromion oder Molinion vor.
In den Allgäuer Alpen steigt es am Südostgrat der Höfats in Bayern bis zu 2100 Meter auf.
In Österreich kommt das Gewöhnliche Katzenpfötchen zerstreut in allen Bundesländern vor.
In der Schweiz ist das Gewöhnliche Katzenpfötchen in den Alpen und im Mittelland häufig.
Die ökologischen Zeigerwerte nach Landolt et al. 2010 sind in der Schweiz: Feuchtezahl F = 2 (mäßig trocken), Lichtzahl L = 4 (hell), Reaktionszahl R = 2 (sauer), Temperaturzahl T = 2 (subalpin), Nährstoffzahl N = 2 (nährstoffarm), Kontinentalitätszahl K = 3 (subozeanisch bis subkontinental).
In Deutschland gilt das Gewöhnliche Katzenpfötchen als gefährdet (Gefährdungskategorie 3 der Roten Liste), in einzelnen Bundesländern sogar als stark gefährdet oder vom Aussterben bedroht. Als ursächlich hierfür ist die Eutrophierung der Böden durch Emissionen und Dünger anzusehen.

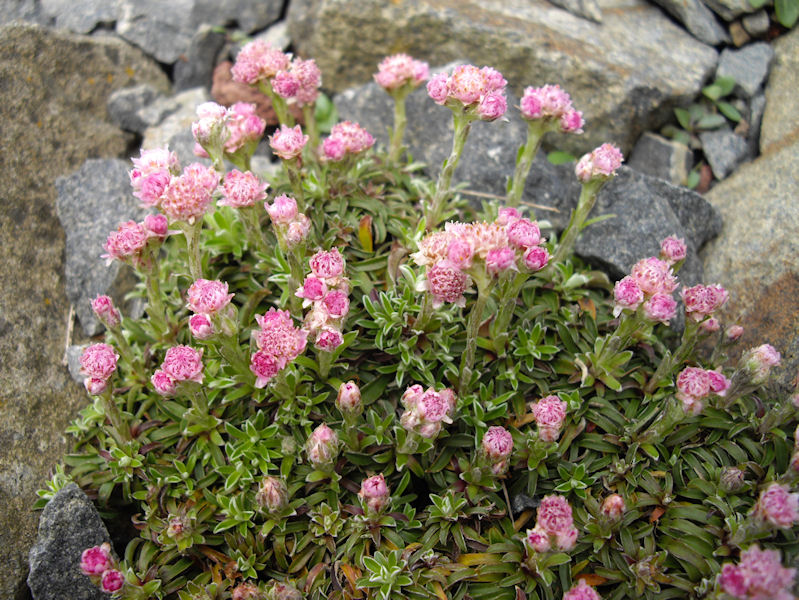
Die Sorte ‘Minima’

## Sonstiges
Wegen der Blütezeit wird es in Schwaben als „Himmelfahrtsblümchen“ bezeichnet, weil es um die Zeit von Christi Himmelfahrt, also 10 Tage vor Pfingsten blüht, an diesem Tag zu Kränzchen gebunden wird und dann als Blitzschutz im Haus aufgehängt wird.

## Verwendung
Das Gewöhnliche Katzenpfötchen wird in Wildblumenaussaaten angeboten. Für Wildpflanzengärten ist es geeignet.
Die Pflanzendroge wird volkstümlich als Heilmittel gegen Bronchitis und Gallenerkrankungen genutzt. Die Wirksamkeit ist jedoch nicht belegt.